# فؤاد أقطاي
فؤاد أُقطاي أو فؤاد أوكتاي (ولد عام 1964 في جيكيرك، يوزغات) هو أكاديمي وسياسي ونائب في البرلمان التركي ، كان نائب الرئيس التركي منذ 9 يوليو 2018 حتى 3 يونيو 2023 ، وهو أول شخص يشغل هذا المنصب بعد تغيير النظام السياسي في تركيا. عمل قبلها وكيلا وزارياً لرئاسة الوزراء التركية.

## ولادته وتحصيله العلمي
ولد فؤاد أكتاي عام 1964 في تشيكريك، يوزغات، ودرس الإدارة في جامعة كاوكوروفا. تخرج في عام 1985، بدأ العمل في الجامعة كمساعد للأبحاث. في عام 1990، حصل على درجة الماجستير من جامعة واين ستيت في ديترويت في الأعمال التجارية وهندسة التصنيع، فضلا عن درجة الدكتوراه في الهندسة الصناعية. في الولايات المتحدة، تخصص في مجالات هندسة السيارات والاتصالات. 

## مسيرته العلمية والحكومية
خلال الأزمة الاقتصادية عام 2001، شارك أوكتاي في أدوار إدارة الأزمات بينما كان يشغل أيضًا منصب رئيس قسم الإدارة ونائب العميد في جامعة بيكينت. وإلى جانب مسيرته الأكاديمية، عمل أوكتاي أيضاً مستشاراً في كل من الشركات المملوكة للدولة والخاصة، حيث عمل مدير العام ونائب الرئيس وعضو مجلس الإدارة التنفيذي للعديد منهم. شغل أوكتاي منصب نائب المدير العام المسؤول عن التخطيط الاستراتيجي وتطوير الأعمال، وتخطيط الإنتاج وتكنولوجيا المعلومات بالإضافة إلى المبيعات والتسويق في الخطوط الجوية التركية بين عامي 2008 و 2012. كونه مسؤولاً عن العديد من المشاريع التنموية تحت العلامة التجارية التركية، فقد خدم أيضًا عضو مجلس إدارة مجلس العلاقات الاقتصادية الخارجية (DEİK) ومجالس الأعمال التركية-الإنجليزية، التركية-الألمانية والتركية-الإسبانية. كما عمل أوكتاي كعضو مجلس إدارة في شركة الصناعات الجوية التركية (TAI)، و Turkish Technic ونائب رئيس Türk Telekom. 

## سيرته السياسية
شغل منصب رئيس إدارة الكوارث والطوارئ (AFAD) من 2 يناير 2012 إلى 19 يونيو 2016 . وخلال عمله، قام بصياغة العديد من الاتفاقيات في مجال إدارة المخاطر والأزمات مع الدول الأخرى نيابةً عن الحكومة التركية.
بعد تعيين بن علي يلدرم رئيساً لوزراء تركيا، عين أوكتاي في منصب وكيل رئاسة الوزراء بين 19 يونيو 2016 و 9 يوليو 2018 . أصبح معروفاً بتحديثه للمؤسسات البيروقراطية مع التقدم الرقمي والتكنولوجي. كان جزءًا من المقاومة الدبلوماسية الرئيسية خلال محاولة الانقلاب التركية في 15 يوليو 2016. أثناء عمليات مكافحة الإرهاب التابعة للقوات المسلحة التركية، وهي عملية درع الفرات وعملية غصن الزيتون، خدم أوكتاي في منصب منسق بين المؤسسات البيروقراطية المختلفة التي شاركت.
عينه الرئيس رجب طيب أردوغان في منصب النائب الأول لرئيس تركيا في 9 يوليو 2018. جاء ذلك بعد الاستفتاء على الدستور لعام 2017، عندما وافق الناخبون على تغييرات دستورية حل فيها النظام الرئاسي بدلاً من النظام البرلماني. اذ أصبح رئيس تركيا رئيس الدولة والحكومة على حد سواء، مما ألغى منصب رئيس الحكومة السابق لرئيس وزراء تركيا. وحرض النظام الجديد على إنشاء مكتب نائب الرئيس التركي، ليكون في خدمة الرئيس. وقد جرت الانتخابات العامة المبكرة في 24 يونيو 2018 لانتخاب الرئيس و 600 من أعضاء البرلمان في الجمعية الوطنية الكبرى. وفاز مرشح حزب العدالة والتنمية رجب طيب أردوغان بالرئاسة بنسبة 52.59 في المائة من الأصوات، مما أبطل الحاجة إلى جولة ثانية. فاز حزبه أيضا بأكبر عدد من المقاعد في البرلمان، حيث لم يصل إلى الأغلبية مع 295 من أعضاء البرلمان. مع انتخاب أردوغان كأول رئيس يتولى السلطة في ظل النظام الرئاسي التنفيذي الجديد، تكهن بأنه سيتبنى حكومة تكنوقراطية في الغالب ويسعى إلى نموذج «الولايات المتحدة» بتعيين نائب واحد فقط للرئيس، على الرغم من التغييرات الدستورية التي تسمح نواب رؤساء متعددين للعمل في وقت واحد. تم الكشف عن أوكتاي كأول نائب رئيس لتركيا في 9 يوليو 2018 مع الإعلان عن الحكومة الجديدة.